# Hiroshi Maeue
Hiroshi Maeue (8 de agosto de 1968 - 28 de julho de 2009) foi um serial killer japonês, que atraía suas vítimas através da Internet e matou três pessoas em 2005.